# Láncara
Láncara es un municipio español situado en la provincia de Lugo, en la zona centro-oriental de Galicia, así como una parroquia homónima de dicho municipio. Limita al norte con Corgo; al sur con Sarria, Samos y Triacastela; al este con Baralla y por último al oeste con Páramo, formando parte de la zona conocida como comarca de Sarria. Cuenta con una población de 2500 habitantes (INE 2024). La capital municipal está establecida en la Puebla de San Julián, donde se encuentran el ayuntamiento y las principales dotaciones municipales.
Es conocido por ser el municipio de nacimiento de Ángel Castro Argiz, padre de Fidel Castro y Raúl Castro, expresidentes de Cuba.

## Historia
Se conoce del poblamiento en la zona desde la época del megalítico, tras el descubrimiento de zonas funerarias con dolmenes y Mámoas en el municipioy se sabe que los poblamientos dispersos se prolongarían en el tiempo hasta la época castreña, habiéndose encontrado numerosos restos de la época.
Tras la llegada de las tropas del Imperio Romano y la conquista por parte de las mismas de toda la zona norte peninsular hacia el siglo I se estableció el puente de Carracedo que se ha conservado hasta la actualidad, si bien reconstruido en la época medieval, y que permitía las comunicaciones a través del río Neira por el camino real entre Asturica Augusta, actual Astorga y Lucus Augusti, actual Lugo. A lo largo de la Edad Media era requerido el pago de un impuesto, denominado portazgo para poder cruzar el puente, tanto por los comerciantes como por los peregrinos que lo cruzaban en su camino hacia Santiago de Compostela, uniendo los caminos francés y primitivo.
Existen igualmente referencias documentales a Láncara de esta época en una orden del siglo X por la que se ordena entregar la villa de San Julián a la iglesia de Santiago, en tanto que el resto del actual municipio seguía perteneciendo al Monasterio de Samos, pasando ya posteriormente en el siglo XIV los terrenos al señorío de Lemos, en la persona de Fernán Ruiz de Castro.
El siguiente gran cambio histórico del que se tiene constancia se produjo con la desamortización de Mendizábal cuando la supresión de conventos y agrupación de órdenes religiosas generó dos municipios, el de Láncara y el de la Puebla de San Julián, que posteriormente se unirían bajo los límites actuales en 1889, estableciéndose entonces la capitalidad en la población de Carracedo.
El gran cambio en dicho siglo fue la puesta en marcha del tramo Sarria-Lugo de la línea que pretendía unir Palencia con La Coruña por parte del Estado, inaugurando el 2 de agosto de 1878 la estación de Puebla. Esta inauguración unida a la mejora en la red de comunicaciones y la ubicación geográfica a medio camino entre Lugo y Sarria, generó un gran crecimiento en la villa en detrimento de Láncara, instalándose en la población la nueva capitalidad en el año 1958.
El 28 de septiembre de 1999 la estación de Puebla dejó de prestar servicios de viajerosy 
en 2018 fue sustituida por la actual estación de Puebla, tras la inauguración de una variante ferroviaria y el desmantelamiento de las vías que pasaban por el centro de la localidad proponiéndose establecer la antigua estación como nuevo ayuntamiento, estableciendo una gran plaza a su al rededor.
En la actualidad el municipio presenta dos estructuras muy diferenciadas; una asociada a la capital, aglutinadora de todos los servicios públicos y en la que el sector servicios representa la mayor parte de la economía y una estructura eminentemente ganadera, forestal y agrícola que cubre la gran mayoría de la superficie del término municipal.

## Geografía humana

### Demografía
En la actualidad el municipio cuenta con una población de 2500 habitantes (INE 2024). Como se puede observar en la gráfica la evolución poblacional es decreciente desde hace muchos años, tras haber alcanzado el pico máximo en la década de 1940 se inicia un continuo descenso, al igual que en múltiples municipios del entorno rural cercano y de la montaña lucense, la población se trasladó principalmente a Lugo, pero también a los núcleos industriales más cercanos, La Coruña, Vigo, Avilés o Gijón y a las grandes ciudades a nivel nacional, siendo destacable la presencia de ciudadanos de Láncara en Madrid. 
Actualmente tan sólo Puebla de San Julián, la capital municipal, resiste el descenso poblacional, creciendo de hecho tras la construcción de urbanizaciones unifamiliares y de un gran centro geriátrico en la misma.
| Gráfica de evolución demográfica de Láncara entre 1842 y 2021                                                         |
| |
| Población de derecho según los censos de población del INE. Población de hecho según los censos de población del INE. |

### Organización territorial
El municipio está formado por ciento setenta y cinco entidades de población distribuidas en veintiséis parroquias:
- Armeá[16]
- Bande (San Pedro)
- Carracedo (San Vicente)
- Cedrón (Santiago)
- Gallegos[16]
- Lagos (Santa Eulalia)[15][17]
- Lama (Santa María)
- Láncara (San Pedro)
- Larín (El Salvador)[15]
- Monseiro (San Miguel)
- Muro (San Xoán)
- Neira (Santa María)[15][17]
- Oleiros (San Martiño)
- Puebla de San Julián[16]
- Río (San Martiño)
- Ronfe (San Pedro)
- Souto (Santiago)[15]
- Toirán (El Salvador)[15]
- Toldaos (San Vicente)
- Touville[16] (Santa María)[15]
- Trasliste (San Xoán)
- Vilaleo (Santa María)
- Vilarello (San Pedro)
- Villaesteva (Santa María)[16]
- Villambrán[16]
- Villouzán[16]

## Deporte
El municipio cuenta con una pista polideportiva en la que se pueden practicar varios deportes en la Puebla de San Julián, inaugurada en el 2018 y que evita a los habitantes el desplazamiento hasta Lugo. Es notable además la existencia de una playa fluvial en la misma localidad, en el curso del río Neira muy concurrida para el baño y la natación en período estival.
A nivel de clubes destacó un equipo de fútbol sala, el E. D. Láncara, más conocido por el nombre de sus patrocinadores Muebles Caloto y Barcel Euro que entre 2004 y 2006 jugó en la División de Honor, la máxima categoría del fútbol sala español. Por otro lado existen dos terrenos para la práctica del fútbol, si bien nunca existió en el municipio un equipo en categoría federada y el estado de los mismos es de abandono.

## Comunicaciones

### Carreteras

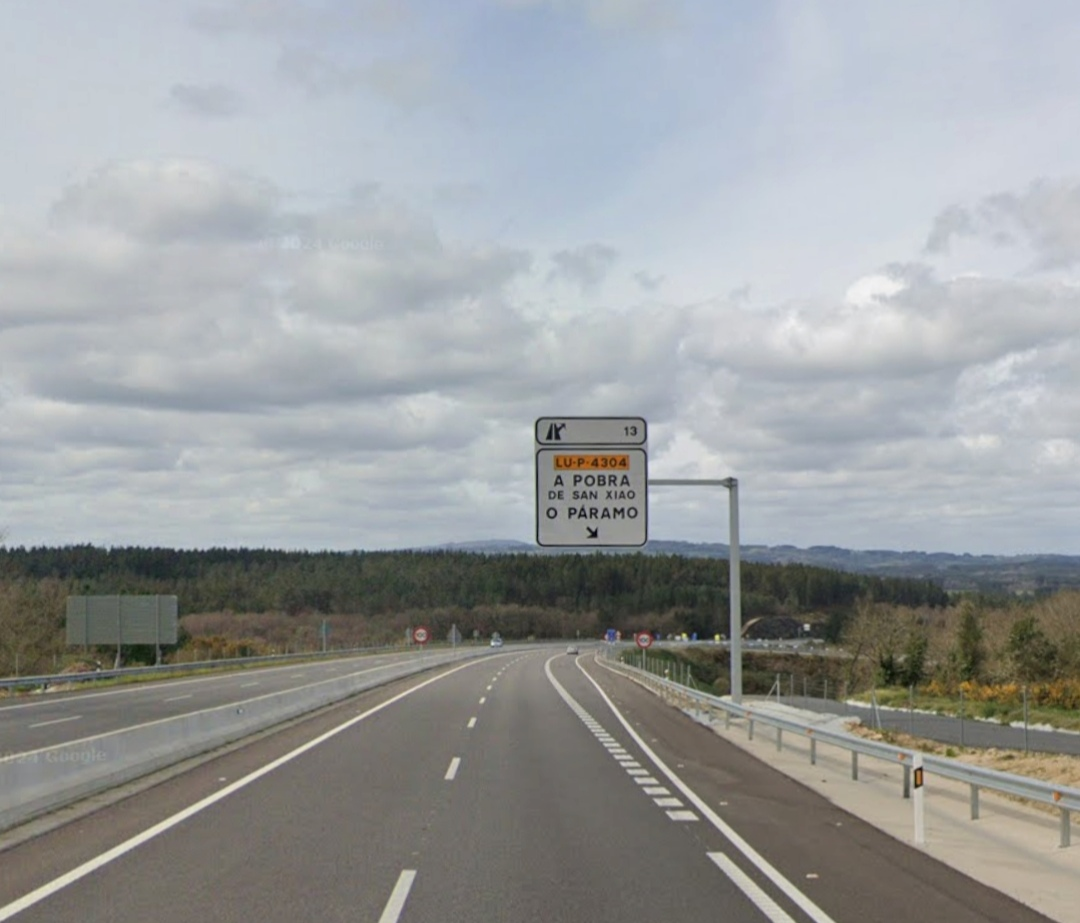
Desviación y cartel de acceso a Láncara a través de la autovía AG-22.

Pese a que la autovía del Noroeste discurre en un tramo por terrenos municipales no existe acceso directo a la misma, siendo los más cercanos los de Corgo y Baralla, permitiendo comunicar con la carretera nacional N-VI que discurre igualmente por el extremo norte del municipio, concretamente por la parroquia de Vilarello. 
La principal vía de acceso a la capital, Puebla de San Julián, es la autovía AG-22, actualmente en servicio entre esta localidad y Sarria, inaugurada en 2022 tras el desdoblamiento de la vía de altas prestaciones CG-2.2. Esta carretera continúa hasta Lugo hacia el norte, donde enlaza con la autovía del Noroeste, y hasta Monforte de Lemos hacia el sur, donde enlaza con la carretera N-120. Tiene idéntico recorrido la carretera LU-546 en tanto que son ejes vertebradores de la movilidad interna las carreteras LU-621 que une la Puebla con Láncara y Baralla y la carretera LU-636 que une Sarria con Becerreá, atravesando en la zona sur del municipio las parroquias de Lagos, Gallegos Cedrón y Villaesteva.

### Ferrocarril

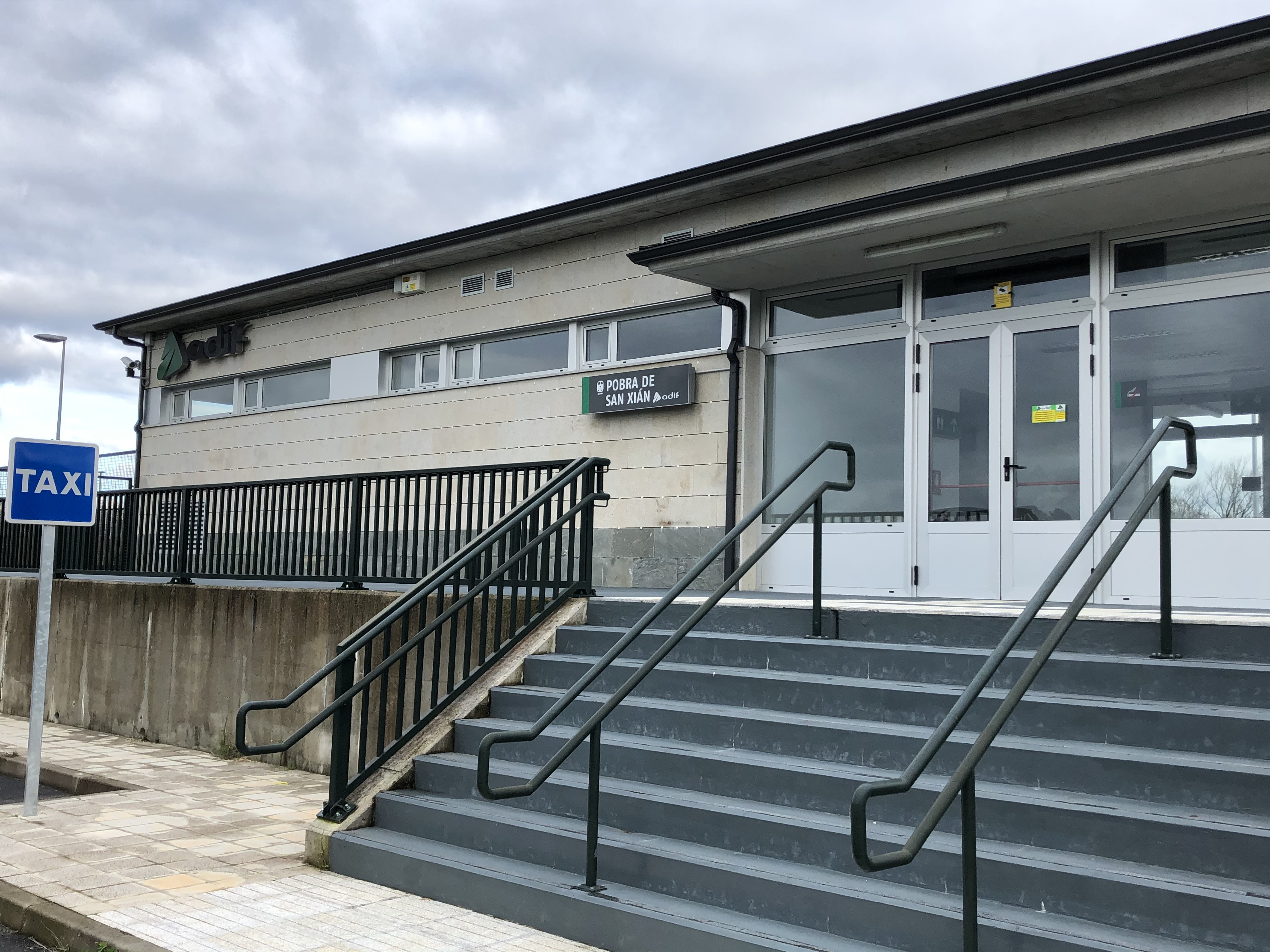
Nueva estación de tren, sin servicios de pasajeros.

Pasaba por la localidad la línea férrea León-La Coruña, aunque la estación de Puebla de San Julián ya no disponía en los últimos años de servicios de pasajeros. En 2018 se inauguró una variante ferroviaria que evita el paso por el centro del pueblo y que se enmarca dentro de las mejoras para hacer llegar la alta velocidad a Lugo desde Orense y se eliminaron las antiguas vías férreas a su paso por el pueblo. Se ha construido una nueva estación en dicha variante que tampoco tiene servicios de viajeros y que pese a su nombre está en el vecino término de Páramo, generando controversia al respecto.

### Autobús
No existe una estación de autobuses municipal o autonómica que de servicio al municipio, en cambio existen múltiples paradas en las principales aldeas, existiendo un servicio que une Lugo con Sarria varias veces al día a través de la capital municipal donde hace paradas.

## Hermanamientos
El municipio de Láncara participa en la iniciativa de hermanamiento de ciudades promovida, entre otras instituciones, por la Unión Europea o la Federación Española de Municipios y Provincias. A partir de esta iniciativa se han establecido lazos con las siguientes localidades: 
- La Lisa (Cuba).[26]